# 321
321 је била проста година.

## Догађаји
- Цар Константин протерује Готе са дунавске границе и поправља Трајанов мост. Он предводи експедицију у стару провинцију Дакију и склапа мир са атохтоним племенима.
- Туоба Херу покреће државни удар против свог рођака Туоба Иулу и постаје нови принц од Даија.
- Калцидије преводи Платона на латински језик.
- Константин задужује осуђенике да мељу римско брашно, у покушају да обузда растућу цену хране у царству чије се становништво смањило због куге.
- Хришћанској цркви је дозвољено да задржи своју имовину.
- Сабор одржан у Александрији осуђује аријанство.
- Јевреји у савременој Германији су први пут документовани у Цолониа Агриппиненсиум (данашњи Келн).

- 7. март — Цар Константин I је прогласио да ће недеља, дан посвећен богу Сунца Солу Инвиктусу, бити дан одмора за Римљане. Потписује закон којим се градским становницима налаже да се уздрже од рада, а предузећа да буду затворена, на "часни дан Сунца". Изузетак је направљен за пољопривреду.